# Lais Ribeiro
Lais Pereira de Ribeiro (Teresina, 5 ottobre 1990) è una supermodella brasiliana.

## Biografia
Lais Ribeiro è nata a Teresina, capitale dello Stato del Piauí, in Brasile. È figlia di una professoressa di portoghese e di un funzionario pubblico. Nel 2008 ha avuto un bambino chiamato Alexander; vive a New York.
Lais Ribeiro inizia la sua carriera nel 2009 sfilando a livello locale e senza troppi successi, nel 2010 debutta alla NY Fashion Week con Rag & Bone e successivamente inizia a sfilare a livello internazionale per stilisti come Chanel, Louis Vuitton, Gucci, Dolce & Gabbana, Versace, e Marc Jacobs. Durante la settimana della moda del Brasile primavera/estate 2011, Lais, è stata la modella più richiesta con 27 sfilate alla San Paulo Fashion Week e 26 durante la Rio Fashion Week.
È apparsa in copertina sulla edizione americana, tedesca, brasiliana e italiana di Vogue, ed è apparsa sulle campagne pubblicitarie di Ralph Lauren, Christian Dior, Tom Ford e GAP. Nel 2017 fa il suo debutto sulla rivista annuale Sports Illustrated Swimsuit Issue, mentre nel mese di febbraio appare sulla cover di Vogue Brasile.

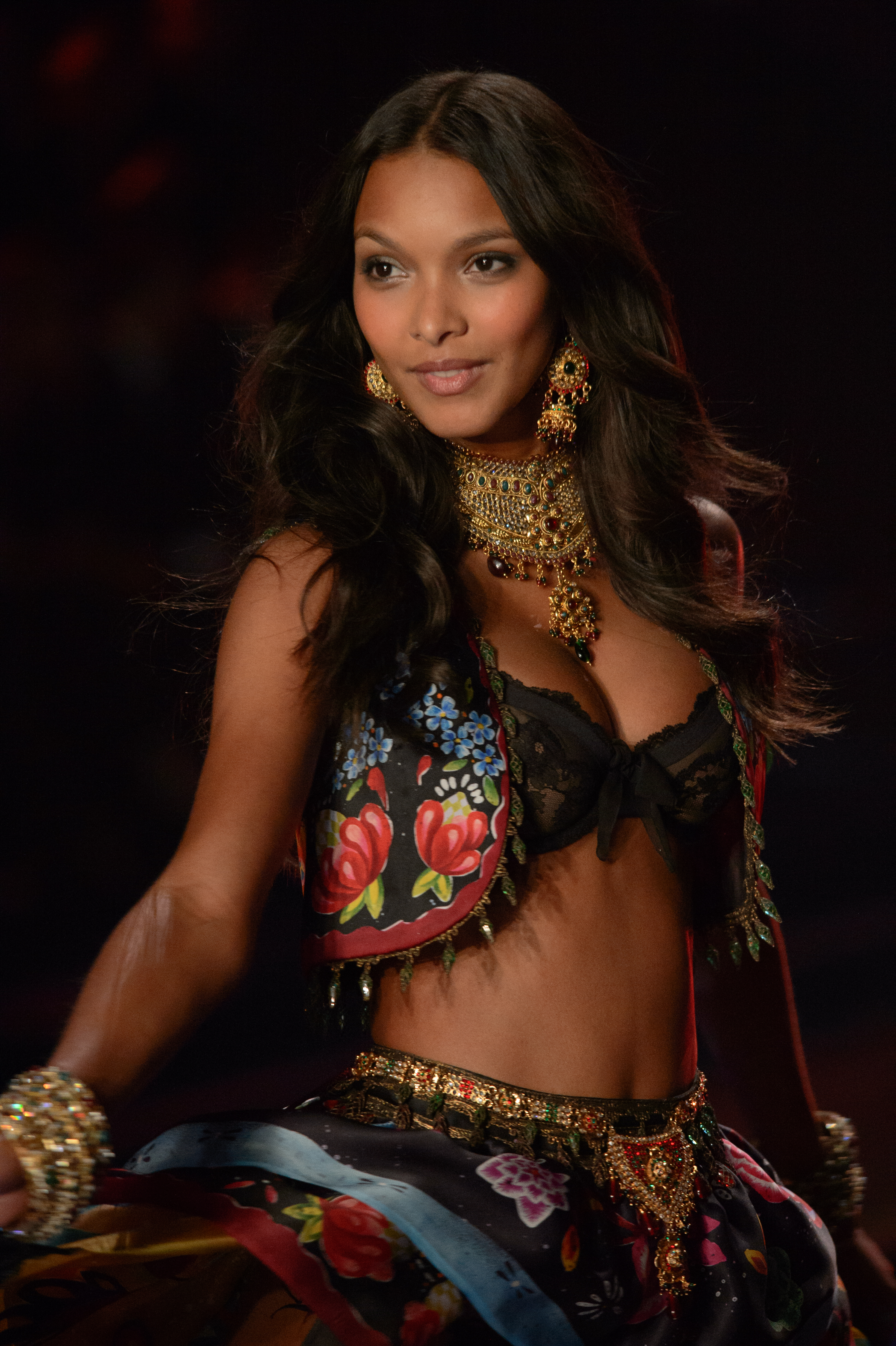
Lais Ribeiro al Victoria's Secret Fashion Show, nel 2014.

### Victoria's Secret
Lavora anche per Victoria's Secret per la quale è apparsa nella campagna di San Valentino del 2012 accanto a Candice Swanepoel, Adriana Lima e Miranda Kerr, inoltre sfila per la casa di moda dal 2010, saltando l'edizione del 2012 a causa di una slogatura alla caviglia avvenuta durante le prove. Nell'aprile 2015 diventa ufficialmente una Victoria's Secret Angels, insieme ad altre nove modelle.
Nel 2017 viene scelta per indossare il Champagne Nights Fantasy Bra, il reggiseno tempestato di pietre preziose, creato dal gioielliere Mouawad con oltre 350 ore di lavoro. Realizzato con oltre 6000 pietre preziose, tra cui diamanti zaffiri gialli e topazi azzurri incastonati su una montatura in oro 18 carati, al centro due ciondoli realizzati con topazi azzurri. È completo di una cintura che riprende la fantasia del reggiseno per un valore di 2 milioni di dollari.

## Agenzie
- Women Management - New York, Parigi
- Monster Management - Milano
- Select Model Management - Londra
- Traffic Models - Barcellona
- Mega Model Agency - Amburgo
- Munich Models - Monaco

## Campagne pubblicitarie
- American Eagle A/I (2010)
- American Eagle jeans A/I (2010)
- Blanco Summer (2011)
- Bottletop Summer (2016)
- C&A 4 Mares Summer (2018)
- Cushnie et Ochs (2018)
- DKNY Delicious Fragrances (2016)
- Donna Karan Cashmere Mist Fragrance (2020-2021)
- Ellus Jeans Deluxe P/E (2015)
- For Love & Lemons (2016)
- Gap A/I (2010)
- Lanca Perfume A/I (2010)
- Lilly Sarti Summer (2013)
- Make B (2015)
- Michael Kors Holiday (2013)
- Nine West A/I (2012-2013) P/E (2013)
- Penshoppe P/E (2019)
- Ralph Lauren Blue Label (2010)
- Ralph Lauren Collection (2010)
- Tom Ford Sahara Noir Fragrance (2013; 2016)
- Tommy Bahama (2021)
- Victoria's Secret (2011-presente)
- Victoria's Secret Angels (2015-2021)
- Vivara Summer (2023)